# Mahmud Fauzi Raszad
Mahmud Fauzi Raszad (arab. محمود فوزى رشاد; ur. 20 czerwca 1992) – egipski, a od 2024 roku amerykański zapaśnik walczący w stylu klasycznym. Olimpijczyk z Rio de Janeiro 2016, gdzie zajął piętnaste miejsce w kategorii 75 kg.
Srebrny medalista mistrzostw panamerykańskich w 2024. Zdobył złoty medal na mistrzostwach Afryki w 2016 i srebrny w 2017. Mistrz arabski w 2015 roku.
Od stycznia 2021 roku zawodnik mieszanych sztuk walki (MMA).

## Lista walk w MMA
| Wynik     | Bilans | Przeciwnik (bilans przed walką) | Rozstrzygnięcie                | Runda | Czas | Rozgrywki                        | Data       | Miejsce         | Uwagi        |
| --------- | ------ | ------------------------------- | ------------------------------ | ----- | ---- | -------------------------------- | ---------- | --------------- | ------------ |
| Wygrana   | 6-2    | Ouessama Zeidi (0-0)            | Poddanie (duszenie zza pleców) | 1     | 1:12 | BRAVE CF 71                      | 19.06.2023 | Ar-Rifa         |              |
| Wygrana   | 5-2    | Muhammed Kir Ahmet (2-3)        | KO (cios)                      | 1     | 0:38 | BRAVE CF 69                      | 18.01.2023 | Belgrad         |              |
| Wygrana   | 4-2    | Wajdi Missaoui (2-0)            | KO (cios)                      | 1     | 1:28 | BRAVE CF 67                      | 12.12.2022 | Manama          |              |
| Przegrana | 3-2    | Itso Babulaidze (1-0)           | TKO (ciosy pięsciami)          | 1     | 4:30 | PFL 7: 2022 Playoffs             | 05.08.2022 | Nowy Jork       |              |
| Przegrana | 3-1    | Ethan Hughes (2-0)              | TKO (ciosy pięściami)          | 3     | 4:05 | Bellator 271                     | 12.11.2021 | Hollywood       |              |
| Wygrana   | 3-0    | Eric Thompson (9-19)            | TKO (łokcie i ciosy pięściami) | 1     | 1:19 | Gamebred Fighting Championship 1 | 18.06.2021 | Biloxi          |              |
| Wygrana   | 2-0    | Enrique Hernandez Negrete (0-0) | KO (cios)                      | 1     | 1:09 | iKon Fighting Federation 7       | 11.06.2021 | Los Mochis      |              |
| Wygrana   | 1-0    | Jarell Murry (0-1)              | TKO (ciosy pięściami)          | 1     | 1:52 | XMMA 1: Vick vs Fialho           | 30.01.2021 | West Palm Beach | debiut w MMA |